# Kaj Nilsson
Kaj Nilsson (* 19. Januar 1951 in Ängelholm) ist ein ehemaliger deutsch-schwedischer Eishockeyspieler, der unter anderem für den Berliner SC, VfL Bad Nauheim, EV Füssen und ECD Iserlohn in der Bundesliga aktiv war. Mit Berlin wurde er einmal Deutscher Meister.

## Karriere

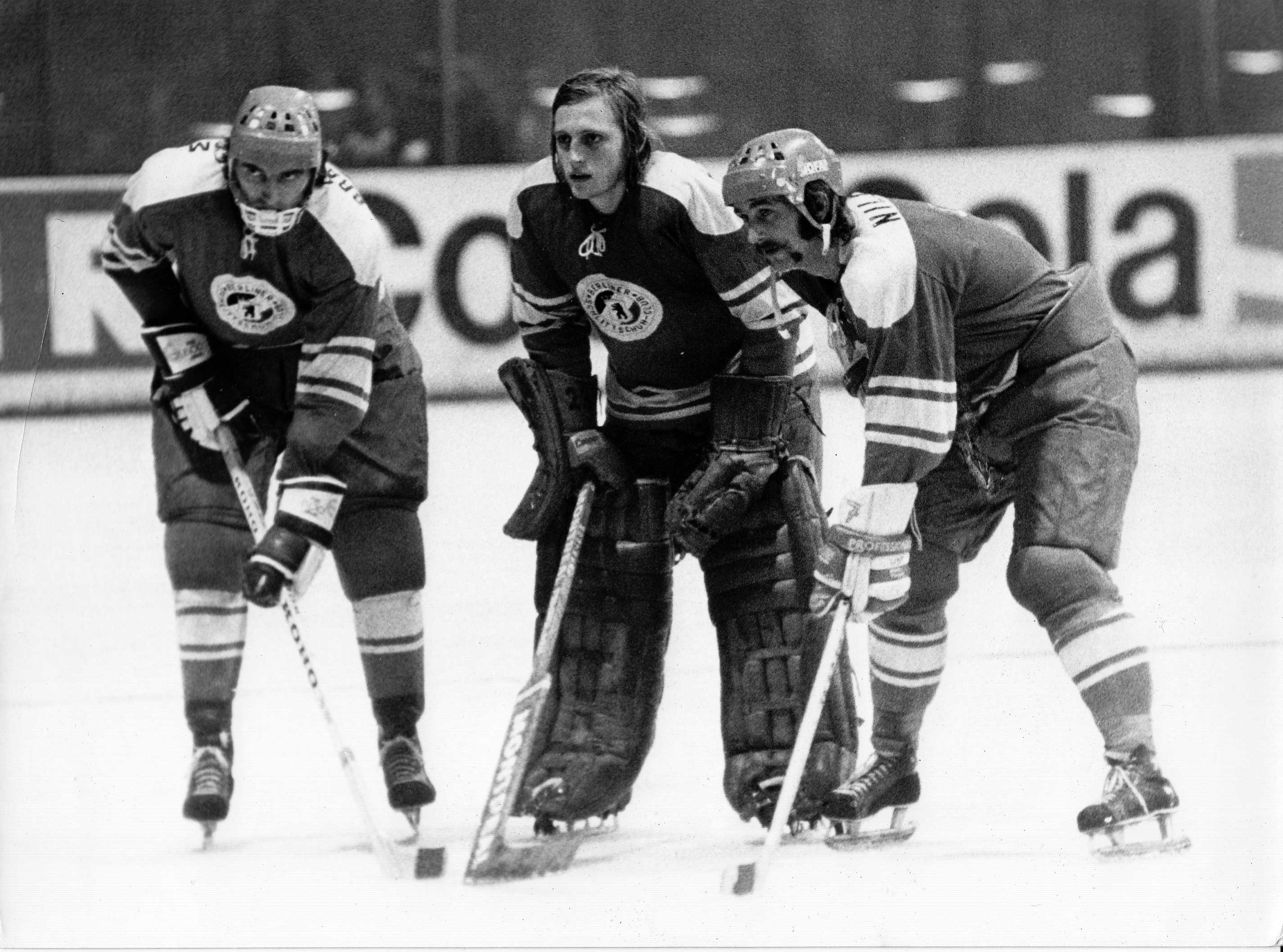
Kaj Nilsson (rechts) im Trikot des Berliner SC mit seinen Teamkollegen Per-Olof Brännström (links) und Axel Richter (undatiert)

Kaj Nilsson spielte ab 1969 in der ersten Mannschaft seines Heimatvereins Rögle BK in der Division 2 in Schweden. Im Jahr 1972 entschied sich der Stürmer, seine Karriere in Deutschland fortzusetzen und schloss sich dem Berliner SC in der Bundesliga an. Für den Verein sollte der Deutsch-Schwede insgesamt sieben Spielzeiten absolvieren und in insgesamt 262 Ligaspielen genau 99 Treffer erzielen. In der Saison 1973/74 gewann er mit der Mannschaft die Deutsche Meisterschaft, in den Spielzeiten 1974/75 und 1977/78 wurde das Team jeweils Vizemeister. In der Saison 1976/77 wurde er für die deutsche Nationalmannschaft nominiert und absolvierte zwei Länderspiele.
Unterbrochen wurde Nilssons Zeit in Berlin in der Saison 1975/76, als er zum Zweitligisten ESV Kaufbeuren ausgeliehen wurde. Zu einem 14:3-Sieg gegen den Duisburger SC trug er im Dezember 1975 sieben Tore bei, ein ewiger Zweitliga-Rekord.
Nach seinem endgültigen Abschied aus Berlin im Jahr 1980 waren der VfL Bad Nauheim und der EV Füssen weitere Stationen in der Bundesliga. Während der Spielzeit 1981/82 wechselte Nilsson dann zum ECD Iserlohn in die 2. Bundesliga. Mit dem Team stieg er am Ende der Saison in die Bundesliga auf, in der er damit ein weiteres Jahr auflief, ehe er seine Karriere beendete.

## Erfolge und Auszeichnungen
- 1972 Aufstieg in die Division 2 mit Rögle BK
- 1974 Deutscher Meister mit dem Berliner SC
- 1982 Aufstieg in die Bundesliga mit dem ECD Iserlohn

## Karrierestatistik
(Legende zur Spielerstatistik: Sp oder GP = absolvierte Spiele; T oder G = erzielte Tore; V oder A = erzielte Assists; Pkt oder Pts = erzielte Scorerpunkte; SM oder PIM = erhaltene Strafminuten; +/− = Plus/Minus-Bilanz; PP = erzielte Überzahltore; SH = erzielte Unterzahltore; GW = erzielte Siegtore; 1 Play-downs/Relegation; Kursiv: Statistik nicht vollständig)